# Campeonato Europeo de Curling Masculino de 2017
El XLIII Campeonato Europeo de Curling Masculino se celebró en San Galo (Suiza) entre el 17 y el 25 de noviembre de 2017 bajo la organización de la Federación Mundial de Curling (WCF) y la Federación Suiza de Curling.
Las competiciones se realizaron en el Centro de Deportes de Hielo Lerchenfeld de la ciudad suiza.

## Tabla de posiciones
| Pos | Equipo       | G | P | G–P |
| --- | ------------ | - | - | --- |
| 1   | Suecia       | 8 | 1 | 1–0 |
| 2   | Suiza        | 8 | 1 | 0–1 |
| 3   | Escocia      | 6 | 3 | 1–0 |
| 4   | Noruega      | 6 | 3 | 0–1 |
| 5   | Alemania     | 5 | 4 | –   |
| 6   | Rusia        | 4 | 5 | 1–0 |
| 7   | Países Bajos | 4 | 5 | 0–1 |
| 8   | Italia       | 2 | 7 | –   |
| 9   | Austria      | 1 | 8 | 1–0 |
| 10  | Eslovaquia   | 1 | 8 | 0–1 |

## Cuadro final
|  | Semifinales | Semifinales |   |         | Final        | Final |  |
|  |             |             |   |         |              |       |  |
|  |             |             |   |         |              |       |  |
|  | Suecia      | 8           |   |         |              |       |  |
|  | Noruega     | 3           |   |         |              |       |  |
|  |             |             |   |         |              |       |  |
|  |             |             |   |         |              |       |  |
|  |             |             |   |         | Suecia       | 10    |  |
|  |             | Escocia     | 5 |         |              |       |  |
|  |             |             |   |         |              |       |  |
|  |             |             |   |         |              |       |  |
|  |             |             |   |         | Tercer lugar |       |  |
|  |             |             |   |         |              |       |  |
|  | Suiza       | 8           |   | Noruega | 5            |       |  |
|  | Escocia     | 9           |   |         | Suiza        | 6     |  |

## Medallistas
| Evento | Oro                                                                                       | Plata                                                                       | Bronce                                                                                  |
| ------ | ----------------------------------------------------------------------------------------- | --------------------------------------------------------------------------- | --------------------------------------------------------------------------------------- |
| Equipo | Suecia · Niklas Edin · Oskar Eriksson · Rasmus Wranå · Christoffer Sundgren · Henrik Leek | Escocia Kyle Smith Thomas Muirhead Kyle Waddell Cameron Smith Glen Muirhead | Suiza · Benoît Schwarz · Claudio Pätz · Peter de Cruz · Valentin Tanner · Dominik Märki |